# Liste de sociétés savantes de Suisse
La page liste des sociétés savantes de Suisse présente la liste des pages connexes vers les sociétés savantes, ainsi que les autres sociétés savantes suisses par domaine d'intervention.

## Sociétés savantes actives

### Art et histoire
- Antike Kunst[1] dont le siège est dans les locaux de l'Université de Bâle (Vereinigung der Freunde Antiker Kunst, c/o Universität Basel, Departement Altertumswissenschaften, Klassische Archäologie, Petersgraben 51, CH-4051 Basel / Schweiz).
- Archéologie suisse[2] également située dans les locaux de l'Université de Bâle (ARCHÄOLOGIE SCHWEIZ, Petersgraben 51, CH-4051 Basel).
- Association des amis de l'art antique, créée en 1956[3],[4].
  - Autre forme du nom : Vereinigung der Freunde antiker Kunst (en allemand)
- Association des musées suisses[5]
- Association suisse châteaux forts[6]
- Association suisse pour l'étude de l'antiquité[7]
- Institut suisse pour l'histoire de l'art[8]
- Société d'histoire de l'art en Suisse[9]
- Société suisse des historiens et historiennes de l'art[10]
- Société suisse d'héraldique[11]
- Société suisse d'histoire[12],[13]
- Société suisse des traditions populaires[14],[15]
  - Autre forme du nom : Schweizerische Gesellschaft für Volkskunde (en allemand)
- Société suisse de vexillologie[16]
- Société vaudoise d'histoire et d'archéologie[17]

### Astronomie
- Société astronomique suisse, Schweizerische astronomischen Gesellschaft (en allemand), créé en 1938[18] qui publie le bimestriel Orion[19]
- Société astronomique de Genève

### Cultures et langues étrangères
- Association suisse des études nord-américaines (en anglais Swiss Association for North American Studies)[20]
- Société académique des germanistes suisses (en allemand Schweizerische Akademische Gesellschaft für Germanistik)[21]
- Société académique suisse des études de l’Europe de l’Est (depuis 2008, anciennement : Société académique suisse d'étude de l'Europe orientale)[22]
- Société suisse des américanistes (en allemand Schweizerische Amerikanisten-Gesellschaft), située à Genève[23]
- Société suisse d'études africaines (en allemand Schweizerische Gesellschaft für Afrikastudien)[24]
- Société suisse d'études anglaises (en anglais Swiss Association of University Teachers of English)[25]
- Société suisse pour l'étude de l'orient ancien[26]
- Société suisse d'études scandinaves (en allemand Schweizerischen Gesellschaft für Skandinavische Studien)[27]
- Société suisse Moyen-Orient et civilisation islamique (en allemand Schweizerische Gesellschaft Mittlerer Osten und Islamische Kulturen), fondée le 10 novembre 1990 à Berne[28]

### Documentation et enseignement
- Association Arches, créée en 1987[29].
- Association des archivistes suisses, fondée en 1922 (allemand : Verein Schweizerischer Archivarinnen und Archivare ; italien : Associazione degli archivisti svizzeri ; romanche : Uniun da las archivarias e dals archivaris svizzers)
- Association suisse de documentation, Associazione svizzera di documentazione (en italien), Schweizerische Vereinigung für Dokumentation (en allemand)[30],[31]
- Association suisse des femmes universitaires. Commission des intérêts féminins[32]
- Association suisse des enseignant-e-s d'universités[33]

### Écologie
- Schweizerische Akademische Gesellschaft für Umweltforschung und Ökologie[34] dont le siège est à Zurich (SAGUF ETH Zentrum CHN, 8092 Zurich)

### Entomologie
- Société entomologique suisse, créée en 1858[35]

### Ethnologie
- Société suisse d'ethnologie, Schweizerische Ethnologische Gesellschaft (en allemand)[36]

### Géographie
- Société de géographie de Genève

### Géologie
- Société géologique suisse, créée en 1880[37]

### Héraldique
- Société suisse d'héraldique[38]

### Linguistique
- Société suisse de linguistique[39]

### Littérature
- Association suisse de littérature générale et comparée[40]
- Société des écrivains fribourgeois, Freiburger Schriftsteller-Verein (en allemand)[41]
- Société des écrivains suisses
- Société genevoise des écrivains[42],[43],[44]

### Médecine
- Académie suisse des sciences médicales[45],[46]
- Association suisse pour la psychanalyse de l’enfant et de l’adolescent[47]
- Société suisse de cardiologie, Schweizerische Gesellschaft für Kardiologie (allemand), Società Svizzera di Cardiologia (italien), fondée le 31 octobre 1948[48]
- Société suisse de cardiologie pédiatrique[49]
- Société suisse de psychanalyse[50]
- Société suisse de psychologie[51]

### Musique
- Société suisse de musicologie[52]

### Numismatique
- Association des amis du Cabinet des médailles[53],[54]
- Schweizerische Numismatische Gesellschaft (SNG)[55]

### Paix
- Fondation suisse pour la paix[56]

### Philosophie
- Société suisse de philosophie, Schweizerischen Philosophischen Gesellschaft (en allemand)[57]

### Politique
- Association suisse de politique sociale[58]
- Association suisse de science politique[59]

### Religions, croyances
- Société suisse d'études juives, Schweizerische Gesellschaft für Judaistische Forschung (en allemand)[60]
- Société suisse de théologie, Schweizerische Theologische Gesellschaft[61]
- Société suisse pour la science des religions[62]

### Sciences
- Académies suisses des sciences[63], publie le magazine de la recherche Horizons[64]
- Académie suisse des sciences humaines et sociales[65],[66]
- Académie suisse des sciences naturelles, également Société botanique suisse et Schweizerische botanische Gesellschaft (en allemand), fondée en 1889[67]. Publie depuis 1981 le semestriel Botanica Helvetica[68]
- Académie suisse des sciences techniques
- Société mathématique suisse, fondée à Bâle le 4 septembre 1910[69]
- Société de physique et d'histoire naturelle de Genève
- Société suisse de chimie, Schweizerische Chemische Gesellschaft (allemand)[70]

### Sociologie
- Association suisse de sociologie[71]

### Techniques
- Société suisse de chronométrie[72]

### Théâtre
- Société suisse du théâtre[73]

### Zoologie
- Société suisse de Zoologie, créée en 1894, publie la Revue suisse de Zoologie[74],[75],[76]
  - Autres formes du nom :
    - Académie suisse des sciences naturelles. Société zoologique suisse
    - Schweizerische zoologische Gesellschaft (allemand)
    - Société zoologique suisse (français)
    - SSZ (français)
    - SZG (allemand)

### Autres
- Association suisse de sémiotique et de théorie de la culture, Schweizerische Gesellschaft für Kulturtheorie und Semiotik (en allemand)[77]
- Collegium Romanicum[78]
- Schweizerische Gesellschaft für Geschichte[79]
- Société académique vaudoise, basée à Lausanne[80]
- Société suisse d'études biomédicales[81]
- Société suisse d'études genre[82]
- Société suisse de recherches en symbolique[83]
- Société suisse des sciences de la communication et des médias, Schweizerischen Gesellschaft für Kommunikations- und Medienwissenschaft (en allemand)[84]
- Institut suisse des sciences noétiques (ISSNOE), anciennement « fondation Odier de psychophysique[85],[86],[87],[88] », puis "Noêsis"

## Sociétés savantes historiques
- Comité national suisse pour l'exploration et la civilisation de l'Afrique centrale, (1877 - 1885)[89]
- Société anti-esclavagiste Suisse, (1889 - 1891), ayant son siège à Genève[90],[91],[89]
- Société helvétienne des scrutateurs de la nature

## Sources
- Emil Erne et Andrea Weibel, « Sociétés savantes » dans le Dictionnaire historique de la Suisse en ligne, version du 23 mai 2013.
- data.bnf.fr[précision nécessaire]
- viaf.org, Fichier d'autorité international virtuel[précision nécessaire]